# Могилівський повіт
Могилівський повіт — адміністративно-територіальна одиниця Подільської губернії Російської імперії утворена в 1796 році. Повітовий центр — місто Могилів-Подільський.
Повіт межував на заході з Ушицьким, північному заході Летичівським, північному сході Літинським і Вінницьким, сході Брацлавським і Ямпільським повітами Подільської губернії і з Бессарабською губернією на півдні. Загальна площа повіту становила 250 278 десятин (2 734 км²).

## Склад
Згідно з переписом населення Російської імперії 1897 року в повіті проживало 227 672 чоловік. З них 80,53 % — українці, 14,51 % — євреї, 2,8 % — росіяни, 1,87 % — поляки.
Усіх поселень у повіті (не рахуючи дрібних) було: 1 повітове місто, 1 заштатне (Бар), 8 містечок, 107 сільських поселень, 28 сіл, 14 селищ і 8 хуторів.
Повіт поділявся на 14 волостей:
- Бронницька
- Вендичанська
- Копайгородська
- Котюжанська
- Кукавська
- Лучинецька
- Мар'янівська
- Озаринецька
- Сербянська
- Снітківська
- Терешківська
- Хоньковецька
- Шаргородська
- Яришівська

та міста:
- Могилів з передмістями Капцанівка, Карантин, Карпівський Яр, Немія, Озаринецька Гора, Острови, Пологи, Шаргородська Гора
- Бар з передмістями Балки, Барські-Комарівецькі хутори, Безщасна, Дехтярі, Івановецькі хутори, Мурафа, Стасюки, Чемериси, Юзвенка.

Волості у 1921: Броницька, Біляно-Шаргородська, Вендичанська, Вище-Ольчедаївська, Копайгородська, Кукавська, Кошаринецька, Лучинецька, Мар'янівська, Озаринецька, Снітківська, Хоньковецька, Чемерисо-Волоська, Шаргородська, Ялтушківська, Яришівська.
У 1921 році створений Жмеринський повіт, до якого перейшли Копайгородська, Кошаринецька, Мар'янівська, Чемерисо-Волоська і Ялтушківська волості.
Волості після поділу 1921: Броницька, Біляно-Шаргородська, Вендичанська, Вище-Ольчедаївська, Кукавська, Лучинецька, Озаринецька, Снітківська, Хоньковецька, Шаргородська, Яришівська.

## Населення
Розподіл населення в місті за мовою
(перепис 1897 року)
- Українська — 29,2 %
- Російська — 12,0 %
- Єврейська — 54,6 %
- Польська — 3,1 %
- Німецька — 0,3 %
- Інша — 0,8 %